# Graja de Iniesta
Graja de Iniesta ist ein zentralspanischer Ort und eine Gemeinde (municipio) mit 357 Einwohnern (Stand: 2024) in der Provinz Cuenca in der Autonomen Region Kastilien-La Mancha.

## Lage und Klima
Graja de Iniesta liegt etwa 73 Kilometer südsüdöstlich von Cuenca in einer Höhe von ca. 835 m. Durch die Gemeinde führt die Autovía A-3. Das Klima ist gemäßigt warm. Innerhalb eines Jahres fallen 437 mm Niederschlag.

## Bevölkerungsentwicklung
| Jahr      | 1970 | 1981 | 1991 | 2001 | 2011 | 2021 |
| Einwohner | 449  | 391  | 348  | 351  | 430  | 354  |

## Sehenswürdigkeiten

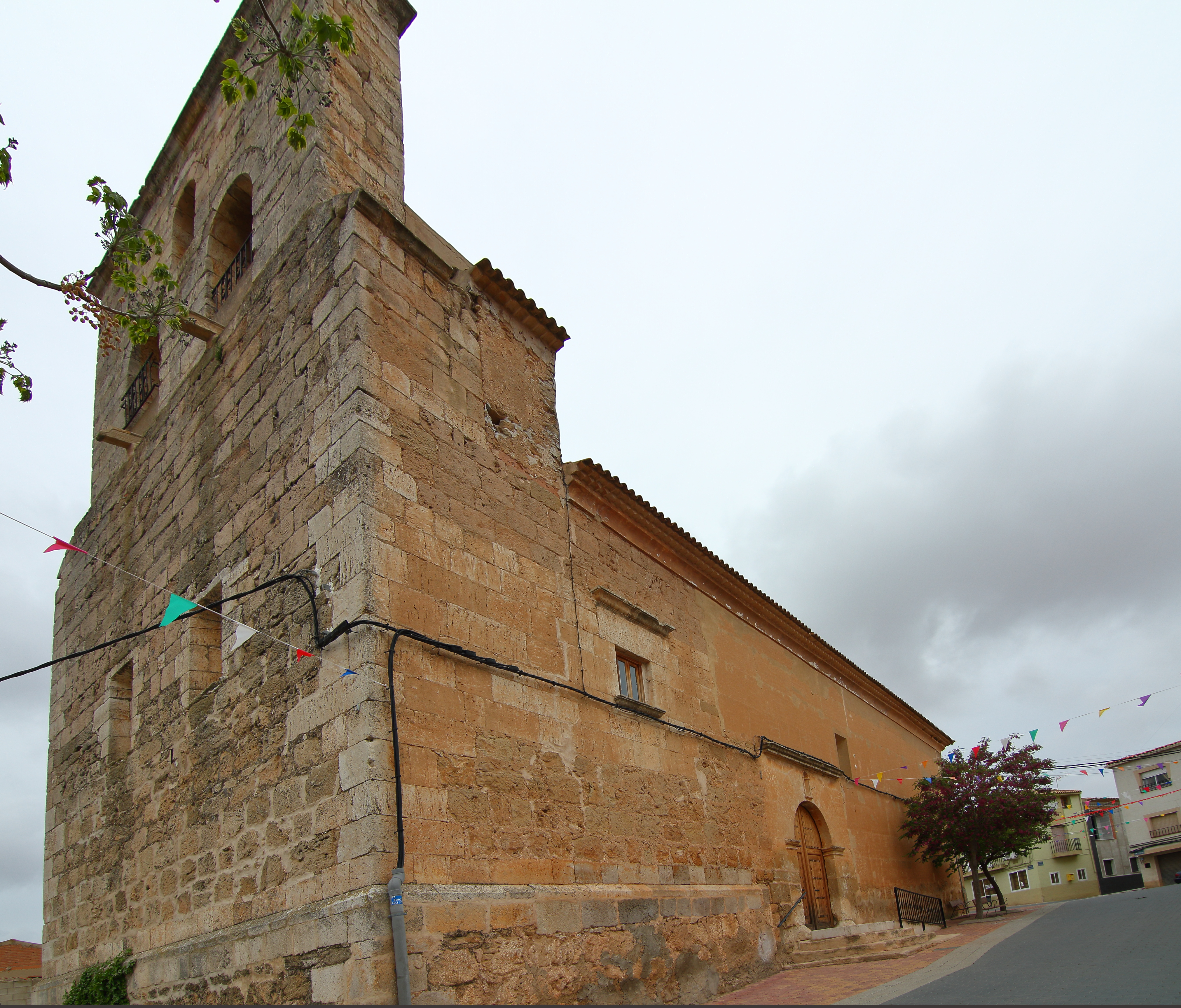
Georgskirche
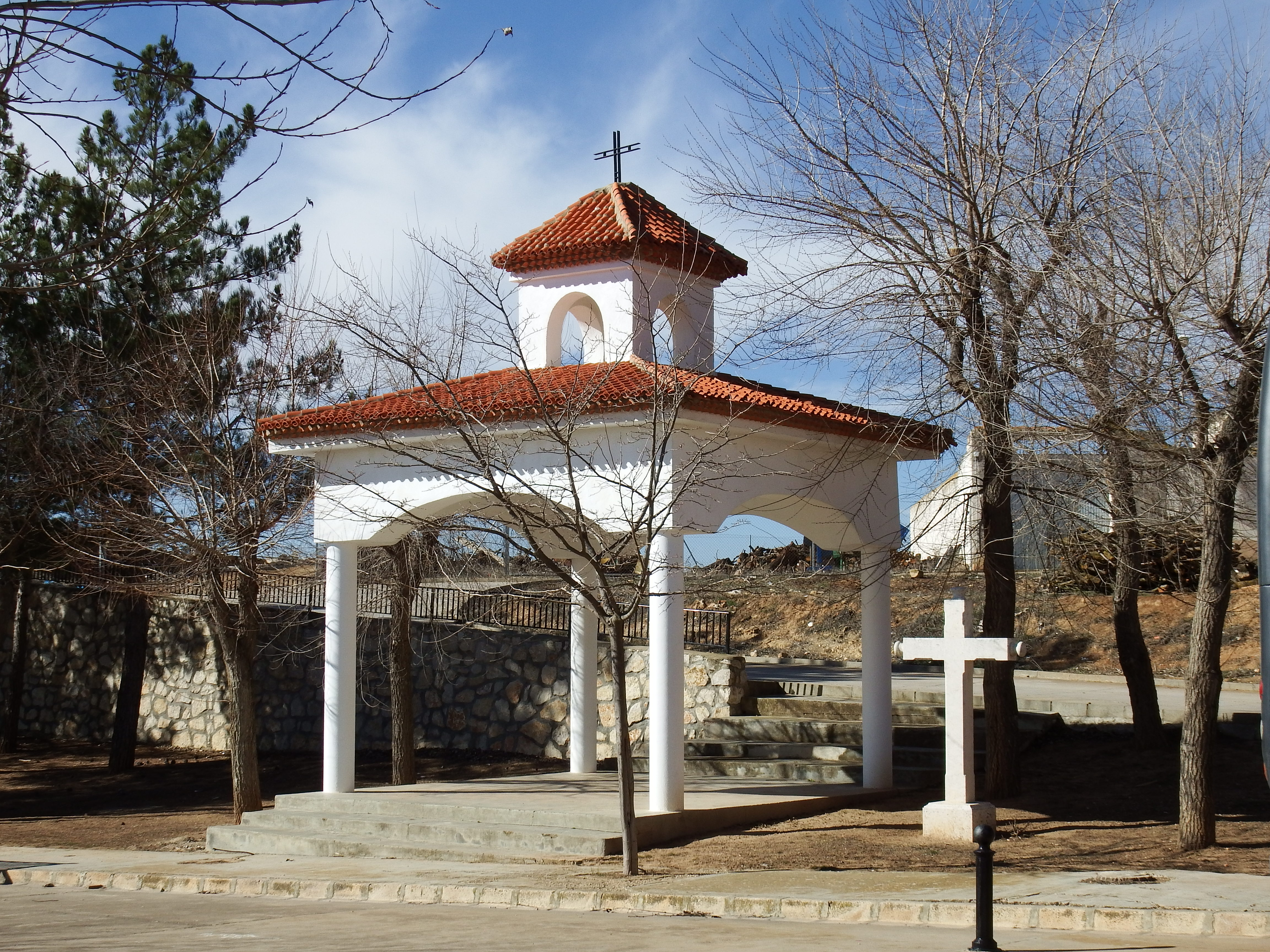
Christopheruspark
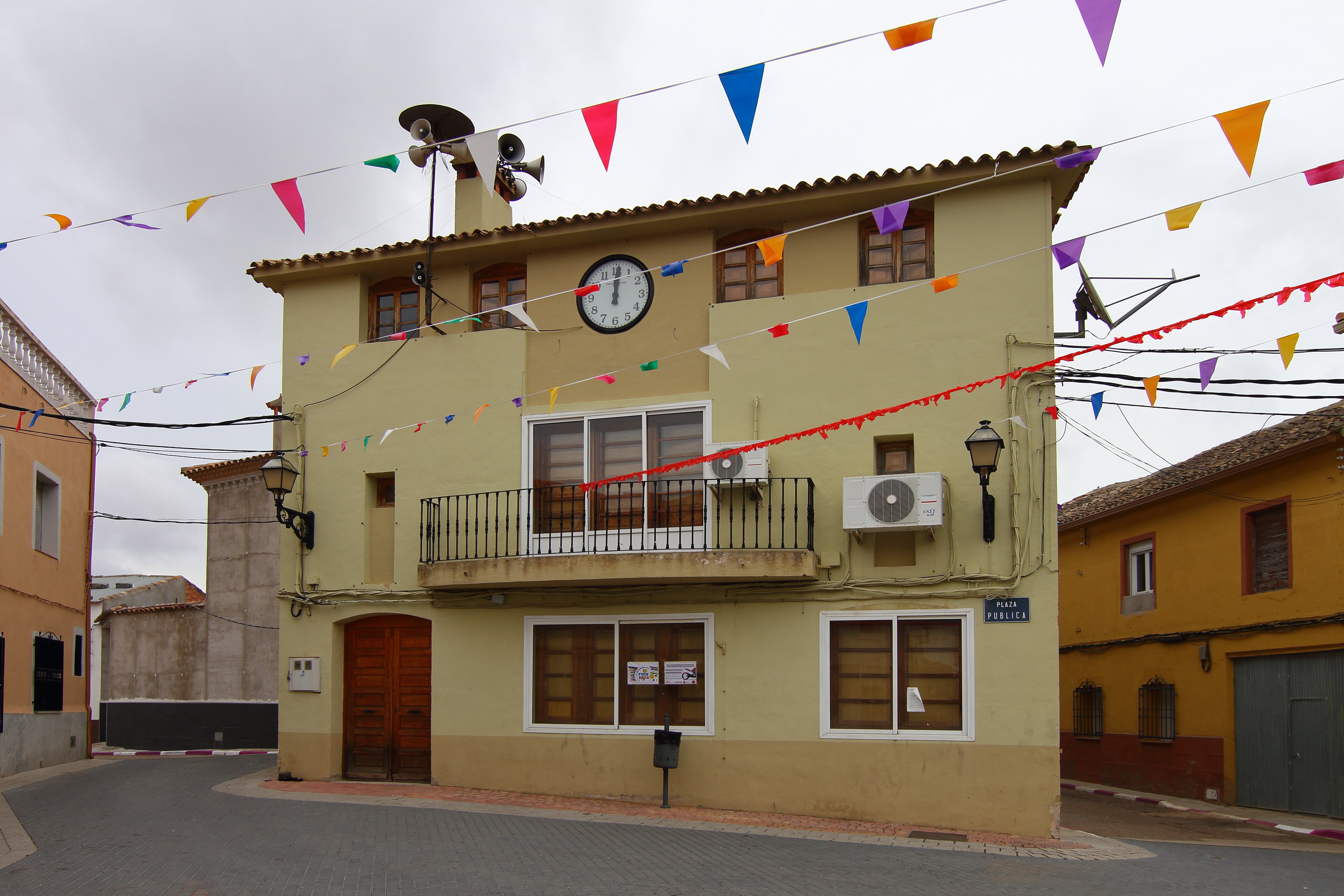
Rathaus

- Sankt-Christopherus-Park

- Georgskirche
- Christopheruspark
- Rathaus